# Dhodalekhani
Dhodalekhani (nepalski: धोदलेखानी) – gaun wikas samiti we wschodniej części Nepalu w strefie Kośi w dystrykcie Bhojpur. Według nepalskiego spisu powszechnego z 2001 roku liczył on 452 gospodarstw domowych i 2299 mieszkańców (1237 kobiet i 1062 mężczyzn).